# アプスー
アプスーまたはアプス（apsû、abzu）は、シュメール神話・アッカド神話において存在していたと伝えられる、地底の淡水の海のことである。湖、泉、川、井戸その他の淡水は、アプスーが源であると考えられていた。
シュメールの神であるエンキ（アッカド語ではエア）は、人間が創造される以前からアブズ（アッカド語ではアプスー）の中に住んでいたと信じられていた。他に、エンキの妻ダムガルヌンナ、母ナンム、助言者イシムード、また門番のラハムをはじめとする様々な下僕が、アブズ（アプスー）の中に住んでいた。
都市エリドゥにおいては、エンキを祀る寺院はエアブズ（E-abzu、アブズの寺院の意）と呼ばれており、沼地の端部に位置していた。
バビロニアやアッシリアの寺院においては、壁に囲まれた寺院の内部に置かれた聖水の水槽もまた「アプスー」と呼ばれていた。宗教的な洗浄行為への使用を目的としたものとして、イスラム教のモスクにおける、礼拝前の清浄（ウドゥー）のために中庭に設けられた泉や、キリスト教の教会における洗礼盤などの先駆とみなされる可能性がある。

## 神としてのアプスー
アプスーは、アッシュールバニパルの図書館から写本が出土した、バビロニアの創世記神話である『エヌマ・エリシュ』においてのみ、神として描かれている。『エヌマ・エリシュ』において、アプスーは、最初に淡水から生じた神であり、塩水から生じた女神ティアマトの伴侶である。『エヌマ・エリシュ』の冒頭は、「上にある天は名づけられておらず、下にある地にもまた名がなかった時のこと…」で始まっており、淡水の海アプスーが存在し、「第一の者、すべてのものの父親」とされていたと続く。そして、すべてを生み出す母、塩水の海ティアマトとともに、互いに水をかき混ぜあっており、作物を生む地面はおろか、葦の生える沼地ですら存在しなかった、と伝える。
アプスーは、後のメソポタミアの神エンキ（エア）の原型であると考える見方もある。ジョセフ・キャンベル（Joseph Campbell）の社会政治学説がその中心である。キャンベルは次のように指摘する。「…そのような神話が物語ることは、（その土地・文明の）宗教が現実に置き換わっていった歴史である。」「宇宙の起源・神々の系図が主として意図することは、前から存在している神話・社会から提出される批判に対し、後から存在する支配者側の神話・社会秩序の立場から、効果的な反論を加えることである。」アッカド帝国および新バビロニアにおいて、神エンキは、神エアと同一視されていた。新しい支配者たちは、祭祀においては以前から存在していた神アプスーを外形的にいれながらも、存在感を薄めるという方法により「征服」を行ったのである。